# Balaenoptera ricei
El  rorcual de Rice (Balaenoptera ricei) es una especie de cetáceo misticeto de la familia de los balenopteridos. Es endémico del golfo de México, al este de América del Norte.

## Taxonomía
Descripción original
Esta especie fue descrita originalmente en el año 2021 por los zoólogos Patricia E. Rosel, Lynsey A. Wilcox, Tadasu K. Yamada y Keith D. Mullin en base a un cuerpo de evidencia genética y morfológica.
Holotipo
El ejemplar holotipo designado es el catalogado como: USNM 594665; se trata de un cráneo completo. Fue depositado en la División de Mamíferos del Museo Nacional de Historia Natural de los Estados Unidos (NMNH), ubicado en la capital estadounidense, la ciudad de Washington D. C.
Etimología
Etimológicamente, el término genérico Balaenoptera se construye con la palabra en latín balaena, que significa ‘ballena’ (que a su vez viene del término del idioma griego phale, phalaina: ‘ballena’, ‘animal enorme y voraz’) y la palabra del idioma griego pteron que se traduce como ‘aleta’. El epíteto específico ricei es un epónimo que refiere al apellido de la persona a quien fue dedicada, el investigador de aves y cetáceos Dale Wayne Rice, fallecido en el año 2017 a la edad de 78 años.

## Historia taxonómica y distribución
El primer espécimen (un cráneo) de rorcual de Rice fue recolectado en el año 1954 por George Lowery, en las islas Chandeleur. La primera información de la existencia de este taxón se publicó en el año 2014. Ocurrió como resultado del análisis de datos genéticos de rorcuales, los que arrojaron el hallazgo de un nuevo linaje evolutivamente divergente. Dicho linaje se encontró geográficamente restringido, principalmente al sector norte del golfo de México. Estudios posteriores permitieron ampliar el número de muestras genéticas de rorcuales en dicho cuerpo marino —de 23 a 36 individuos—, todos los cuales coincidían con el linaje desconocido. Finalmente, de los 4 cráneos que se conocían como pertenecientes a este taxón, el examen morfológico de uno completo redundó en la identificación de caracteres diagnósticos que permiten distinguirlo de los otros taxones del género, por lo que se procedió a su descripción formal.
La especie más emparentada a Balaenoptera ricei es el rorcual tropical (B. edeni); ambos taxones forman un clado, el cual se integra a uno mayor, que también incluye al rorcual de sei (B. borealis) y al rorcual de Bryde (Balaenoptera brydei). Todo ese conjunto se relaciona al rorcual de Omura (B. omurai).